# Тронов, Михаил Владимирович
Михаи́л Влади́мирович Тро́нов (19 ноября 1892 — 7 декабря 1978) — советский гляциолог и климатолог, Заслуженный деятель науки РСФСР, профессор Томского государственного университета (1927—1978), доктор географических наук.

## Биография

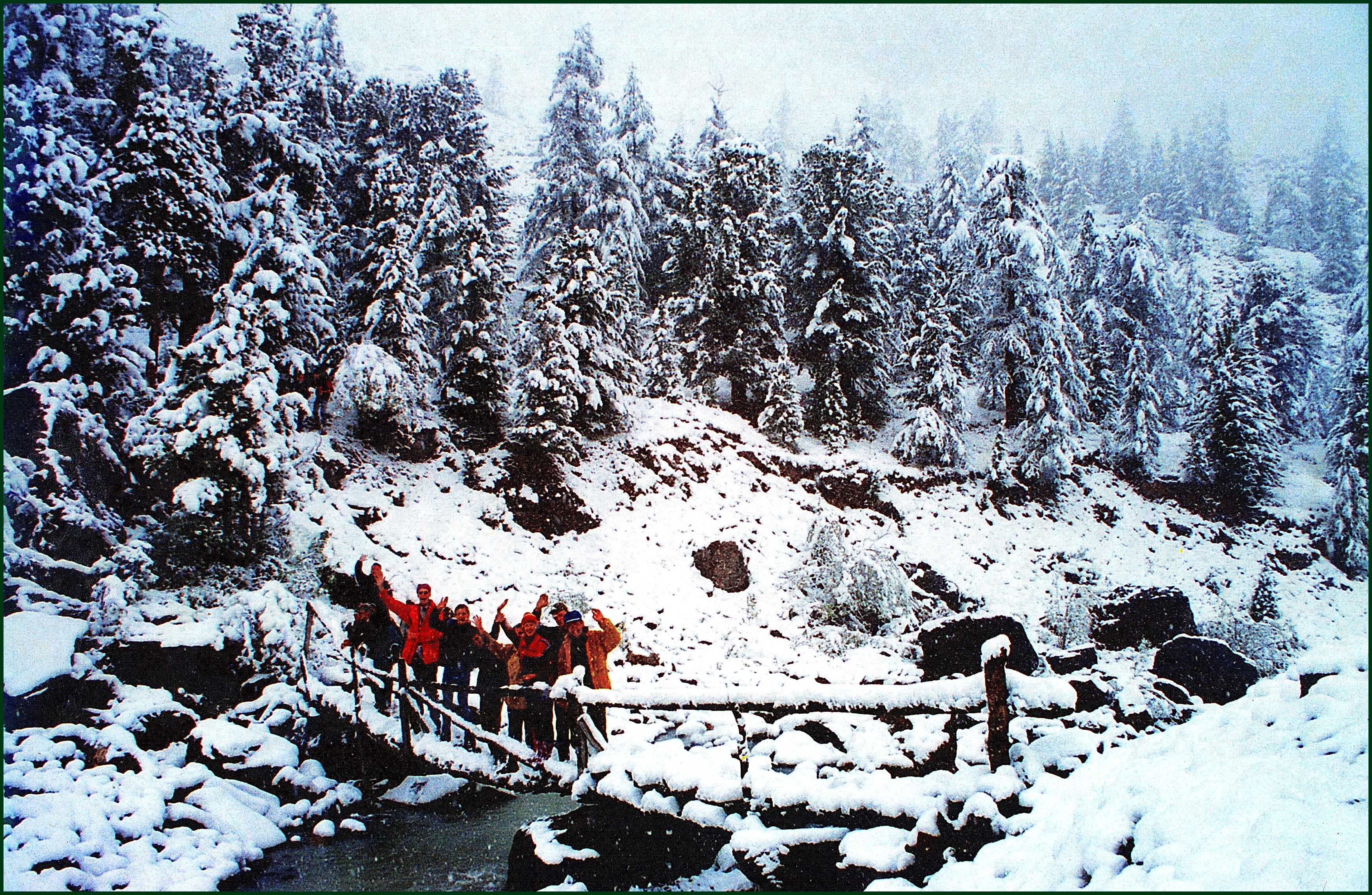
Горноледниковый бассейн Актуру, в котором по инициативе профессора М. В. Тронова более полувека проводились гляциологические стационарные работы.

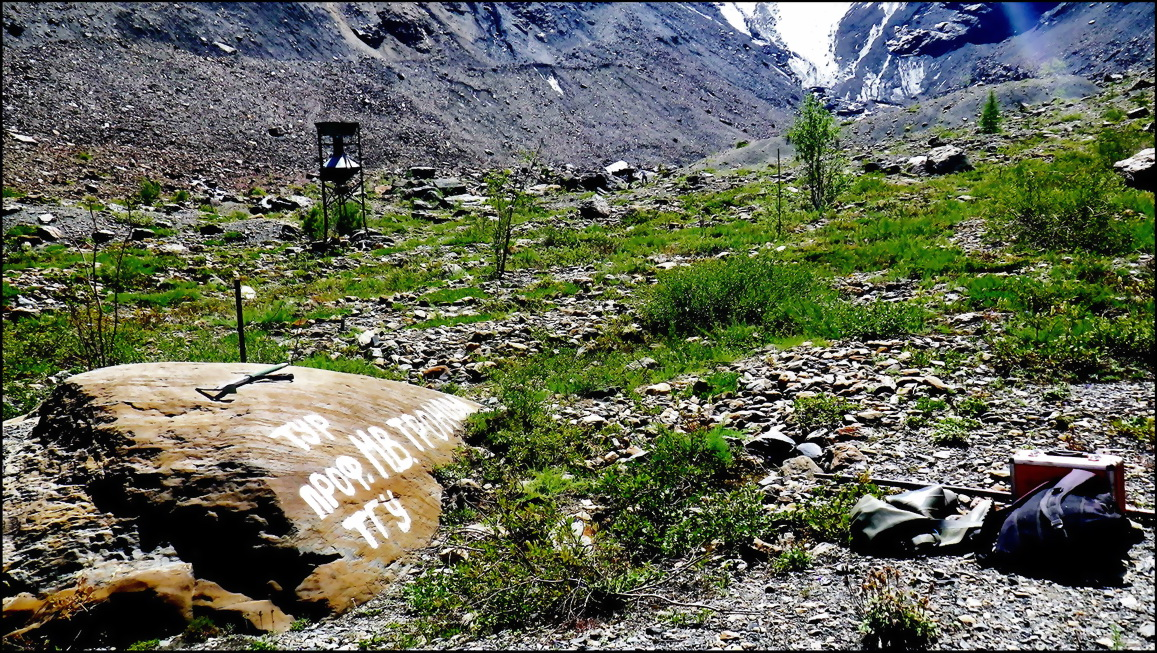
Тур профессора ТГУ М. В. Тронова, установленный им в 1936 году у конца отступившего сейчас ледника Малый Актру. Июль 2012 года.

Михаил Владимирович Тронов родился в г. Змеиногорске Томской губернии (ныне Алтайский край). Его отец, практикующий врач, страстный путешественник, Владимир Дмитриевич, вывозил сыновей, Михаила и Бориса (впоследствии — также известного учёного), в горы уже в раннем детстве. Проучившись в Томской гимназии несколько лет, М. В. Тронов перевелся в Москву, куда переехали его родители, и окончил с золотой медалью 10-ю московскую гимназию. Тогда же, в 1911 году, он поступил на Физико-математический факультет Московского университета, но курса в университете не окончил. Ученики и современники М. В. Тронова вспоминали, что учёба давалась ему легко, но сам процесс обучения осложнялся страстным влечением М. В. Тронова к шахматам, к игре и, главное, к шахматной композиции (шахматные историки называют иногда Тронова шахматным композитором мирового уровня); в 1930-е годы Тронов был чемпионом Сибири и Дальнего Востока по шахматам.

В 1918 году жил в Барнауле, в 1919 году переехал в Томск. В 1920 году поступил на физико-математический факультет Томского университета и окончил его в 1926 году. Уже в 1912 году братья Троновы совершают свои первые научные путешествия на Алтай и первыми покоряют его высочайшие вершины — горы (Белуху, 1914) и Кийтын (ледниковый массив Табын-Богдо-Ола), что сделало их пионерами альпинизма в Сибири.

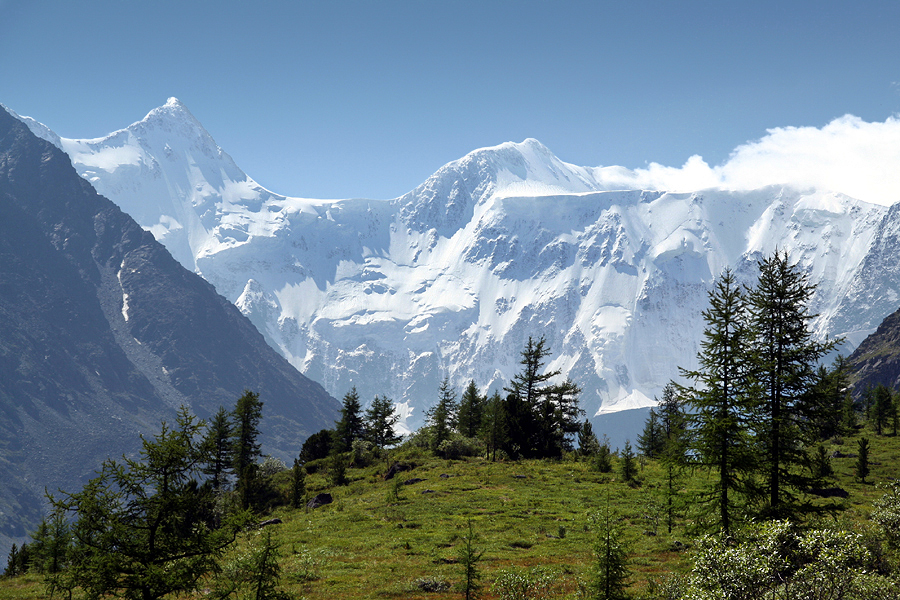
Гора Белуха — высочайшая вершина Сибири.

Исследовал природу и ледники, им открыто более половины всех известных ледников Алтая. С 1973 года руководил созданной им единственной в СССР «Проблемной лабораторией гляциоклиматологии» при Томском государственном университете, действующей активно и в XXI веке. В секции гляциологии АН СССР он был куратором по гляциогидрологии.
Основные труды М. В. Тронова посвящены проблеме взаимодействия климата и оледенения. М. В. Тронов ввел понятия орографической базы оледенения, «принципа соответствия», факторов подпруженности, устойчивости и инерции ледников, а также — учения о двух уровнях снеговой линии.
М. В. Тронов дал представление о необратимых процессах при взаимодействии хионосферы с подстилающей поверхностью. М. В. Тронов писал, что эволюция оледенения в общем случае не может считаться процессом, подчиненным климату, хотя всегда связана с его изменениями. Подчиненность климату есть лишь частная, хотя и обычная характеристика ледникового процесса.

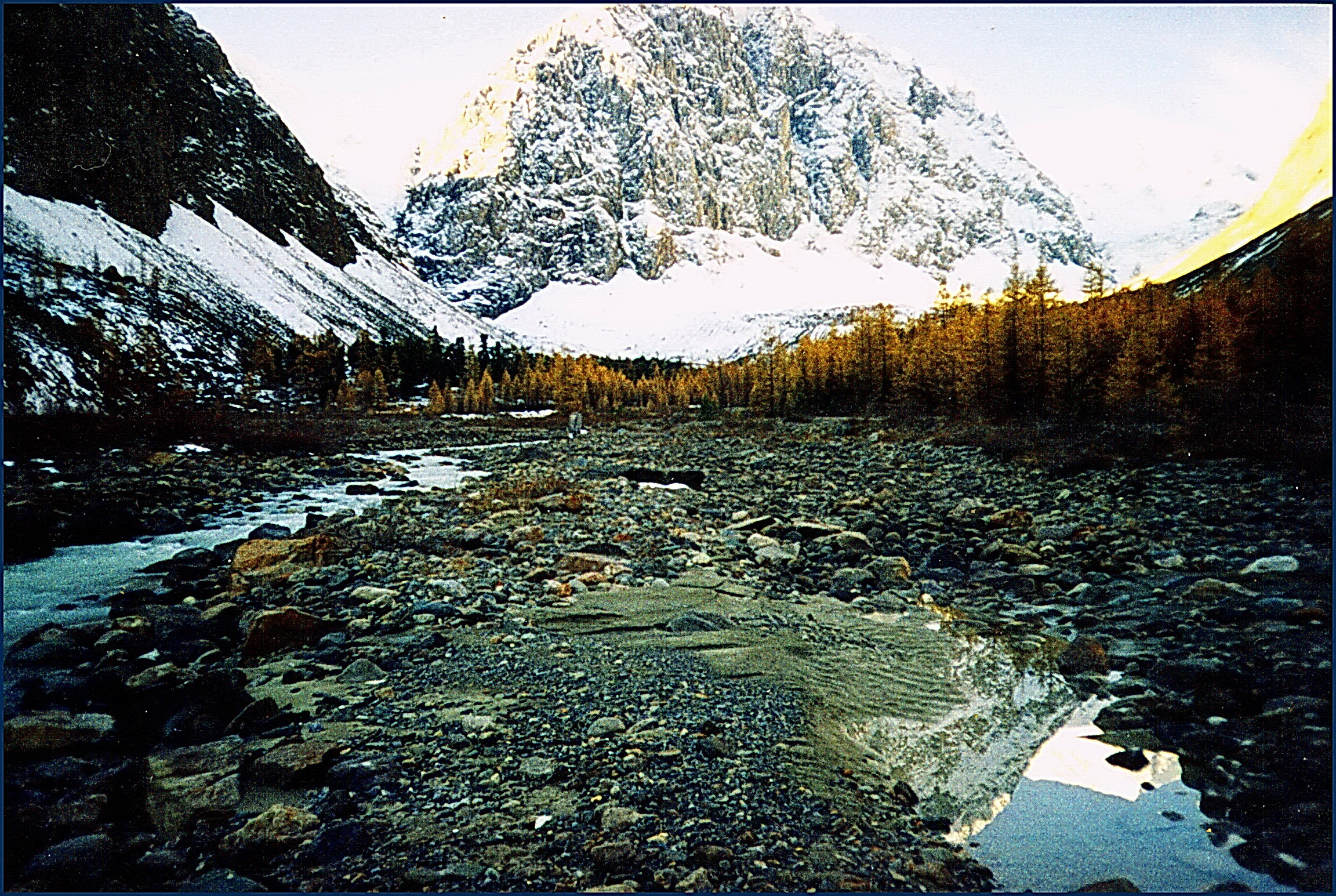
Пойма горно-ледникового бассейна Актру, впереди гора Караташ. Здесь, у ледников Актру, в возрасте 85 лет, провел свой последний полевой сезон профессор М. В. Тронов.

Именем М. В. Тронова названы ледники на Алтае, Урале и на Тянь-Шане. Михаил Владимирович был удостоен Сталинской премии в области науки (1950, за научные труды «Современное оледенение Алтая» и «Очерки оледенения Алтая») и Большой золотой медали Географического общества СССР (1972).
Под руководством М. В. Тронова учились и работали будущие доктора наук, известные географы-гляциологи, климатологи и геоморфологи Л. Н. Ивановский, В. И. Русанов, В. В. Севастьянов, П. А. Окишев, А. Н. Рудой, В. С. Ревякин, А. А. Земцов и др. Сам Михаил Тронов был младшим коллегой русского естествоиспытателя В. В. Сапожникова, считал последнего своим учителем и посвящал ему большинство своих трудов. Именно по инициативе М. В. Тронова один из самых крупных долинных ледников Алтая — Мен-Су назван сейчас именем профессора В. В. Сапожникова.

## Основные труды
- Тронов Б., Тронов М. Восхождение на Белуху // Землеведение, 1915. — Кн.4.
- Тронов Б., Тронов М. Исследование современных ледников Алтая // Изв. Зап.-Сиб. отд. РГО, 1915. — Т.3. — Вып.1-2.
- Тронов Б., Тронов М. По истокам Аргута: (Из поездки на Алтай летом 1914 г.); Путешествие по Алтаю в 1914 и 1915 гг. // Землеведение, 1916. — Кн. 1-2.
- Тронов Б., Тронов М. Путешествия по Алтаю в 1915 и 1916 гг.: (Науч. хроника) // Зап. Семипалат. подотд. Зап.-Сиб. отд. РГО. 1917. — № 11.
- Тронов Б., Тронов М. Исследования в Южном Алтае // Изв. Том. ун-та, 1924. — № 74.
- Тронов М. В., Тюменцев К. Г. Сводка ледниковых исследований Алтая с 1907 по 1932 г. // Известия Гос. географического. общества, 1934. — Т. 66. — Вып. 4.
- Тронов М. В. Очерки оледенения Алтая. — М.: Географгиз, 1949. — 376 с.
- Тронов М. В. Вопросы горной гляциологии. — М.: Географгиз, 1954. — 276 с.
- Тронов М. В. Ледники и климат. — Л.: Гидрометеоиздат, 1966. — 407 с.
- Тронов М. В. Факторы оледенения и развития ледников. — Томск: Томский госуниверситет, 1972. — 235 с.

## Увлечение
М. В. Тронов был достаточно сильным шахматистом I категории и известным шахматным композитором. Задачи Тронова публиковались ещё в дореволюционных шахматных журналах. Тронов считался мастером трехходовок. По творческим взглядам он был близок к чешской школе. Главных успехов в практической игре Тронов добился в 1920-х гг. В апреле 1921 г. в Томске была проведена Всесибирская олимпиада, в которой он разделил 1—2 места с Х. И. Холодкевичем (будущим участником 5-го чемпионата СССР). Позже Тронов занял 1-е место в чемпионате Томска 1927 г., где ему удалось опередить будущего чемпиона РСФСР П. Н. Измайлова и победить его в личной встрече. В том же году он занял 2-е место в чемпионате Сибири (снова впереди Измайлова) и получил звание чемпиона, поскольку победитель турнира Б. М. Верлинский выступал в соревновании вне конкурса.

## Память

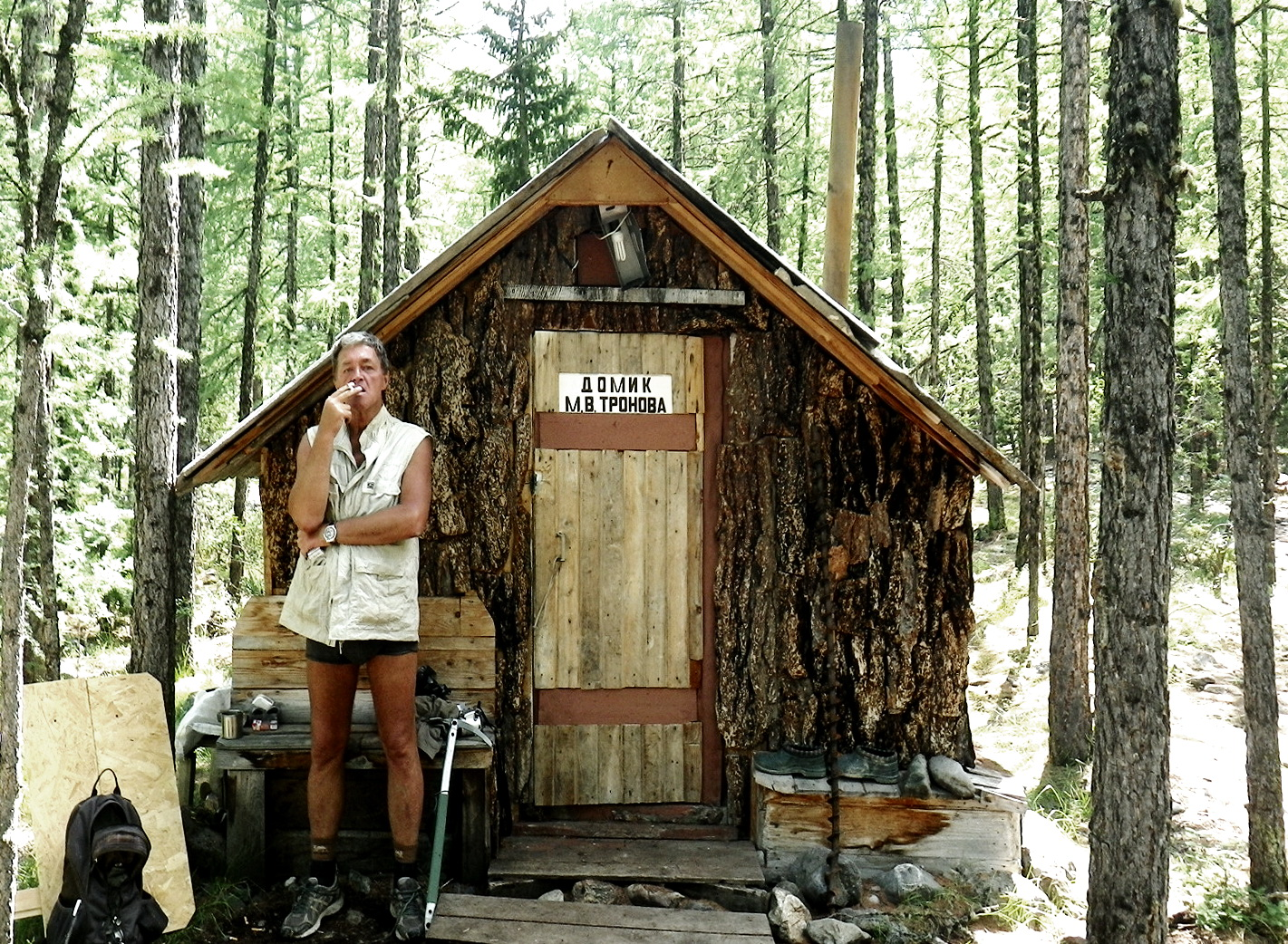
Домик М. В. Тронова на научном стационаре ТГУ в Актуру. Июль, 2012 года

В честь известного учёного, первооткрывателя ледников, автора научных теорий и педагога в Томском государственном университете регулярно проводятся Всероссийские научные чтения по всем проблемам физической географии Сибири и других территорий. В горах Алтая, недалеко от конца ледника Малый Актру, на большой глыбе метаморфизованных пород (тур А. Н. Рудого), ученики М. В. Тронова установили мемориальную бронзовую табличку памяти Михаила Владимировича. Сохранилась и хижина, в которой в свои последние экспедиционные годы жил М. В. Тронов. Сейчас эта хижина также является своеобразным мемориалом и носит название «Домик Тронова».
В Томске в честь Михаила и его брата Бориса одна из улиц в микрорайоне «Наука» носит название «Братьев Троновых». На доме № 31 по улице Гагарина, где он жил с 1959 по 1978 год, установлена мемориальная доска (на фасаде по переулку Плеханова).